# 염색

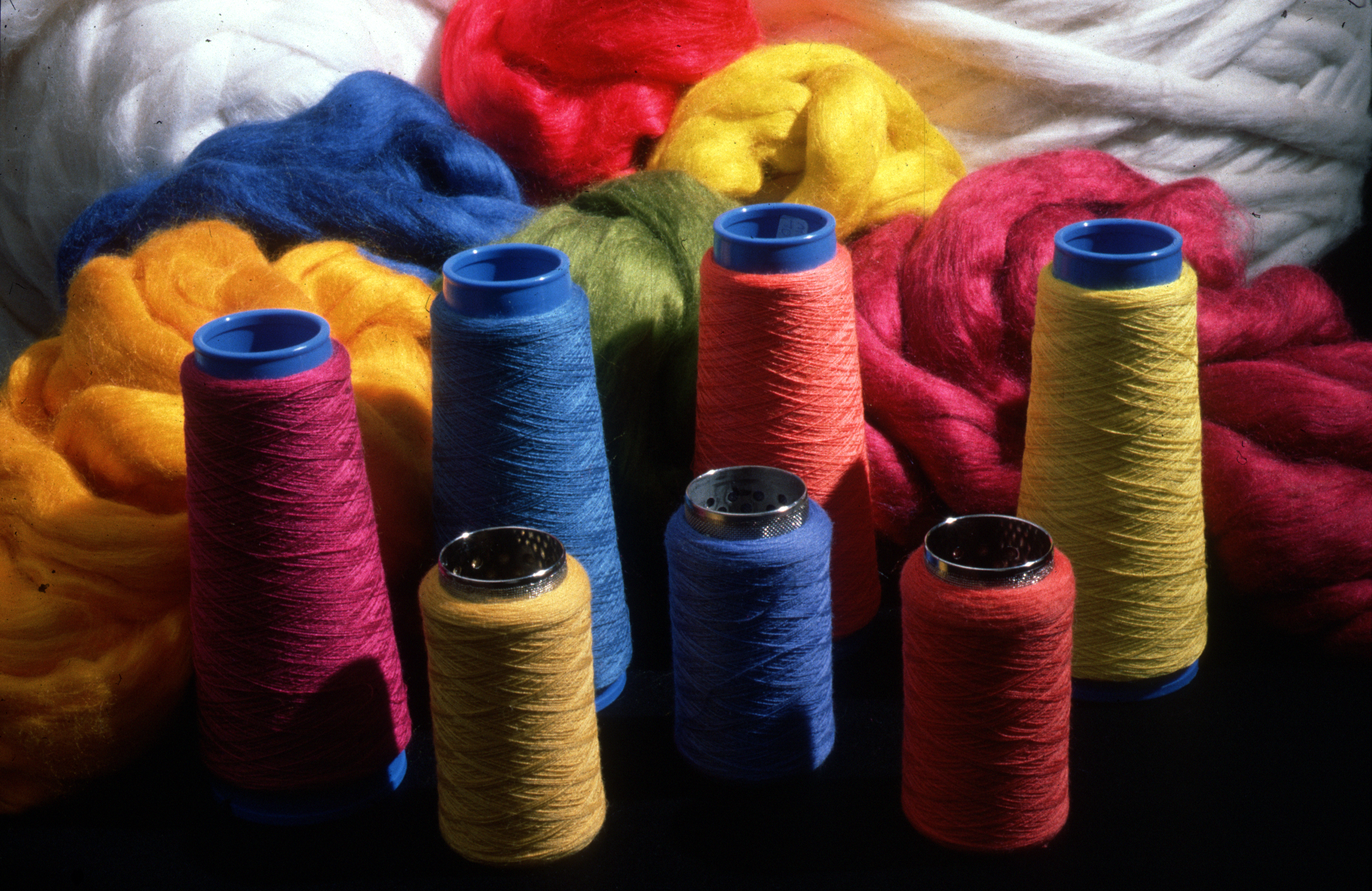
염색된 털실들의 모습.

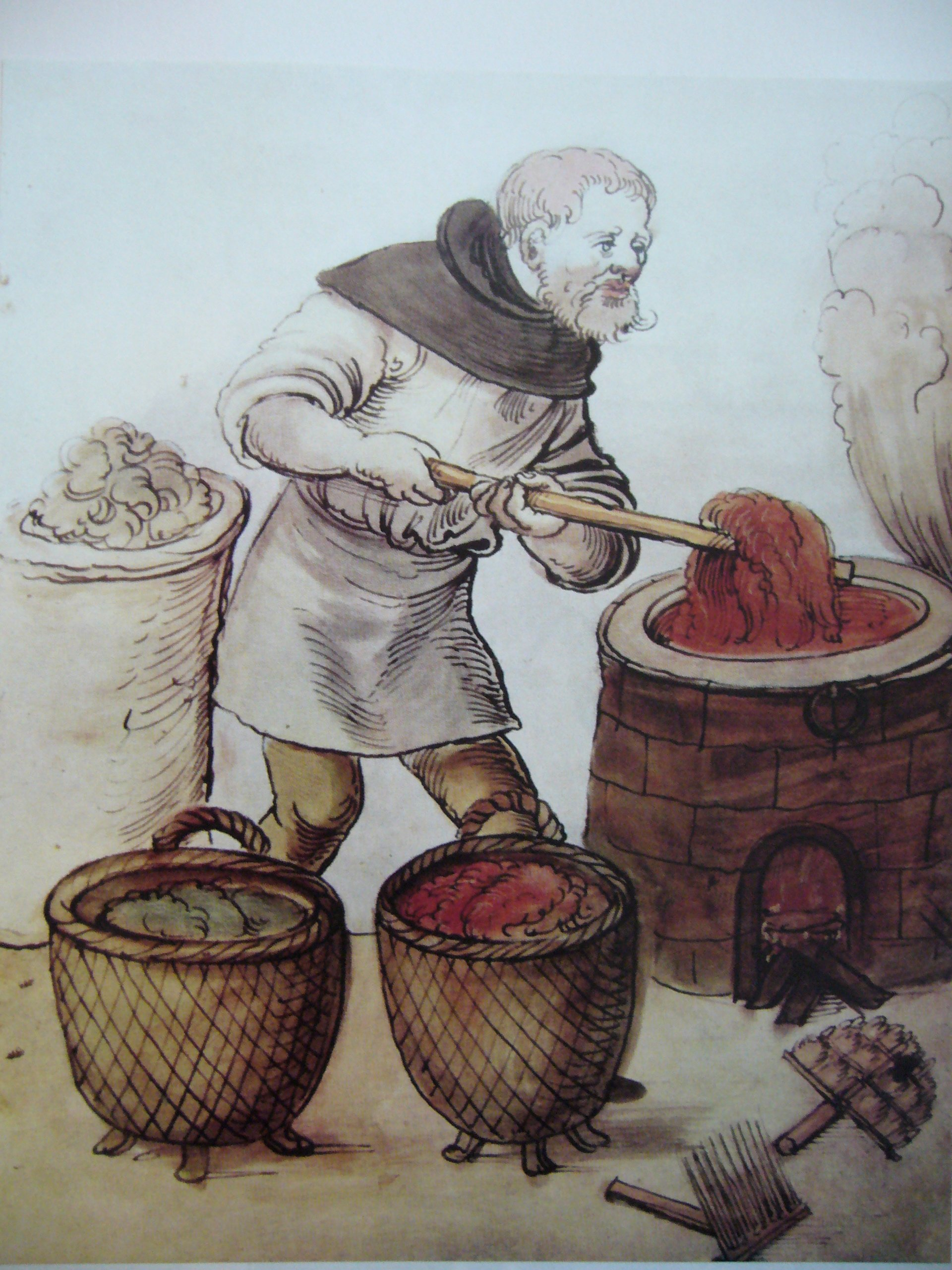

염색(染色, 문화어: 물들이기; 영어: dyeing)은 천, 가죽 등 섬유질에 색소를 흡착, 결합시키는 것이다. 보통 염색 방법은 크게 침염과 날염으로 나뉜다.
염색은 원하는 색상 견뢰도를 갖는 색상을 얻기 위해 섬유, 실, 직물과 같은 섬유 재료에 염료 또는 안료를 적용하는 것이다. 염색은 일반적으로 염료와 특정 화학 물질이 포함된 특수 용액에서 수행된다. 염료 분자는 흡수, 확산 또는 결합을 통해 섬유에 고정되며 온도와 시간은 주요 제어 요소이다. 염료 분자와 섬유 사이의 결합은 사용된 염료에 따라 강할 수도 있고 약할 수도 있다. 염색과 인쇄는 서로 다른 응용 분야이다. 인쇄 시에는 원하는 패턴으로 특정 영역에 색상을 적용한다. 염색시에는 직물 전체에 적용된다.
역사적으로 염료의 주요 공급원은 자연이었으며 염료는 식물이나 동물에서 추출되었다. 그러나 19세기 중반부터 인간은 더 넓은 범위의 색상을 구현하고 염료를 세탁 및 일반 용도로 보다 안정적으로 만들기 위해 인공 염료를 생산해 왔다. 다양한 종류의 염료가 다양한 유형의 섬유에 사용되며 느슨한 섬유부터 원사 및 천을 거쳐 완전한 의류에 이르기까지 직물 생산 공정의 다양한 단계에서 사용된다.
아크릴 섬유는 염기성염료로 염색되고, 나일론, 모섬유, 견섬유 등의 단백질섬유는 산성염료로 염색되며, 폴리에스터사는 분산염료로 염색된다. 면은 건염 염료, 현대 합성 반응성 염료, 직접 염료를 포함한 다양한 염료 유형으로 염색된다.

## 같이 보기
- 헤어 컬러링(염발)